# Гиллеспи, Росс
Джон Росс Гиллеспи (англ. John Ross Gillespie; 2 июня 1935, Тимару, Кентербери — 29 января 2023, Крайстчерч) — новозеландский хоккеист на траве, полевой игрок; тренер. Участник летних Олимпийских игр 1960, 1964 и 1972 годов как игрок; олимпийский чемпион 1976 года, участник летних Олимпийских игр 1972 года как тренер.

## Биография
Росс Гиллеспи родился 2 июня 1935 года в новозеландском городе Тимару.
Окончил среднюю школу для мальчиков в Крайстчерче. 
Первоначально занимался регби, однако по совету отца переключился на хоккей на траве. Выступал за «Вулстон», где также параллельно тренировал юношеские команды, с 1955 года — за «Кентербери».
В 1958 году был впервые вызван в сборную Новой Зеландии, 12 апреля дебютировал в товарищеском матче против сборной Пакистана в Крайстчерче.
В 1960 году вошёл в состав сборной Новой Зеландии по хоккею на траве на летних Олимпийских играх в Риме, занявшей 5-е место. Играл в поле, провёл 8 матчей, мячей не забивал.
В 1964 году вошёл в состав сборной Новой Зеландии по хоккею на траве на летних Олимпийских играх в Токио, поделившей 13-14-е места. Играл в поле, провёл 6 матчей, мячей не забивал.
По окончании игровой карьеры стал тренером. Работал с юношескими командами, возглавлял «Вулстон». В 1971 году был назначен ассистентом главного тренера сборной Новой Зеландии на международном турнире Юго-Восточной Азии в Сингапуре, где команда заняла 2-е место.
В 1972 году возглавлял сборную Новой Зеландии на летних Олимпийских играх в Мюнхене, где она заняла 9-е место. Был также заявлен в качестве игрока, но в матчах не участвовал.
В 1975 году новозеландцы под его руководством заняли 7-е место на чемпионате мира в Куала-Лумпуре.
В 1976 году привёл сборную Новой Зеландии к золотым медалям летних Олимпийских игр в Монреале.
После этого завершил тренерскую карьеру, хотя некоторое время оставался селекционером сборных Новой Зеландии. Стал заниматься лесопильным бизнесом и семьёй.
В 1977 года за заслуги перед хоккеем на траве стал кавалером ордена Британской империи.
В 1998 году был избран пожизненным членом Федерации хоккея на траве Новой Зеландии.
Умер 29 января 2023 года в Крайстчерче.

## Память
В 1990 году в составе сборной страны, выигравшей летние Олимпийские игры 1976 года, был введён в Зал спортивной славы Новой Зеландии.

## Семья
Отец — Джон Артур Гиллеспи, мать — Марджори Ханна Гиллеспи (урождённая Кеннард).
Жена — Барбара Эллен Гиллеспи (урождённая Сазерланд; ?—2017). Вырастили троих детей.